# Junta governativa paraense de 1821-1824
Quando D. João VI transformou as capitanias em províncias, estas foram inicialmente governadas por uma junta governativa provisória.
A junta da província do Pará foi empossada em 1 de janeiro de 1821, formada por nove membros, composta inicialmente por um presidente, um vice-presidente e sete membros:
1. Romualdo Antônio de Seixas (presidente)[1]
2. Joaquim Pereira de Macedo (vice-presidente)
3. João Pereira Villaça
4. José Rodrigues de Castro Góes
5. Francisco José Rodrigues Barata
6. Geraldo José de Abreu
7. Francisco José de Faria
8. João da Fonseca Freitas
9. Francisco Gonçalves Lima.

Em 11 de março de 1822 ocorre nova mudança na junta, sendo então formada por nove membros, composta inicialmente por um presidente, um secretário e cinco membros:
1. Antônio Corrêa de Lacerda (presidente)
2. João Pereira da Cunha e Queiroz (secretário)
3. Joaquim Pedro de Moraes Bitancourt
4. José Joaquim da Silva
5. Balthazar Alves Pestana
6. Manoel Gomes Pinto
7. José Rodrigues Lima.

Esta composição foi alterada em 1 de março de 1823, sendo então a junta composta por:
1. Romualdo Antônio de Seixas (presidente)
2. Geraldo José de Abreu (secretário)
3. Joaquim Corrêa da Gama e Paiva
4. Joaquim Antônio da Silva
5. Theodosio Constantino Chermount
6. Francisco Custodio Corrêa
7. João Baptista Ledo.

Uma nova junta foi eleita em 18 de agosto de 1823 e empossada no dia posterior, composta pelos seguintes membros:
1. Geraldo José de Abreu (presidente)
2. José Ribeiro Guimarães (secretário)
3. Antônio Corrêa de Lacerda
4. Félix Clemente Malcher
5. João Henriques de Matos
6. João Batista Gonçalves Campos.

Esta composição manteve-se até 2 de maio de 1824, quando assumiu o comando da província José de Araújo Rozo.
A junta governativa paraense administrou a província de 1 de janeiro de 1821 a 2 de maio de 1824.